# Prueba E

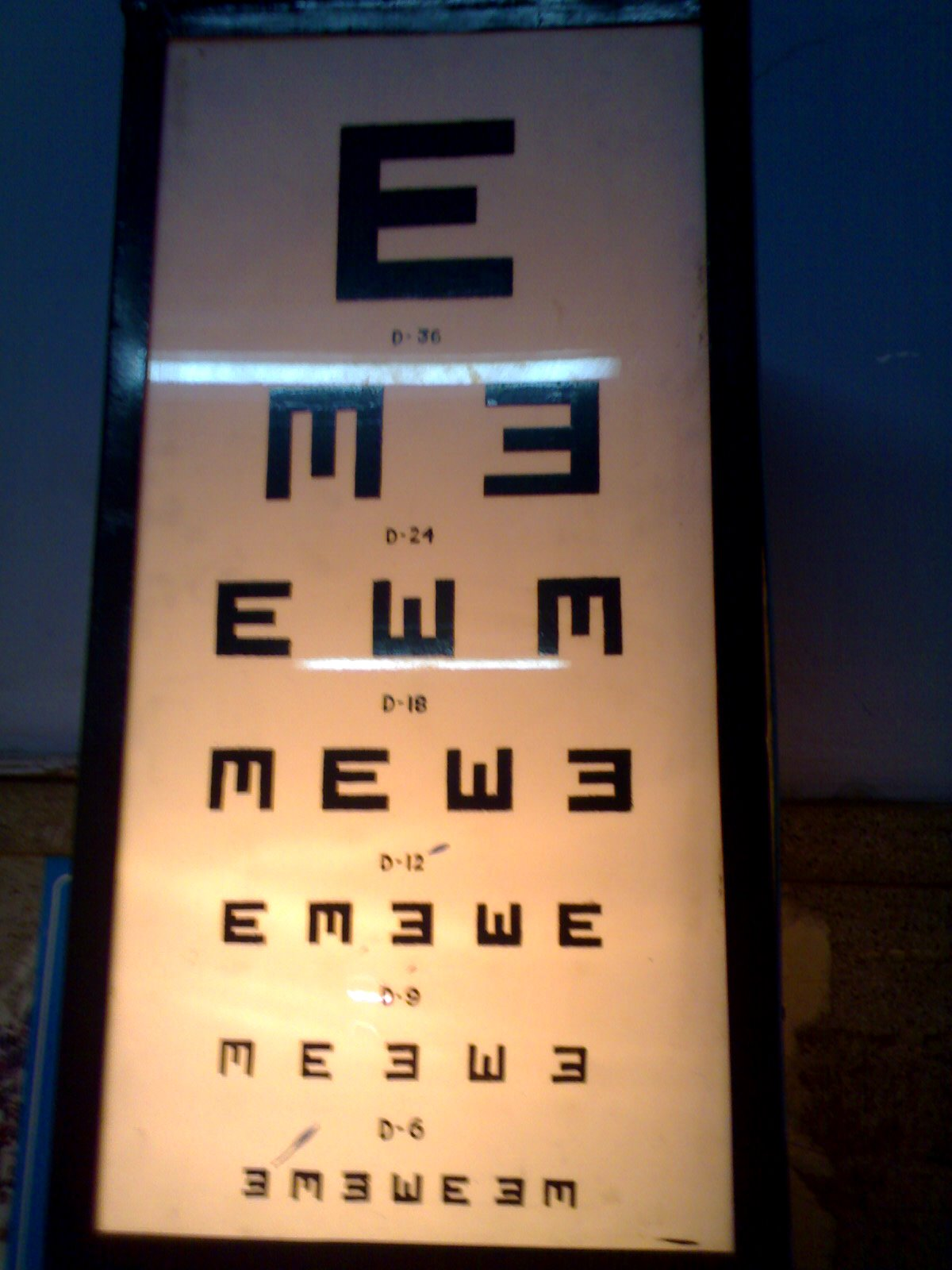
Carta E estándar, iluminada.

La prueba E —o test E o carta E giratoria— es una variante de los métodos de evaluación de agudeza visual humana. Se realiza mediante una placa que contiene la letra E (mayúscula) impresa en orientaciones y tamaños diversos.

## Usos
Esta carta es útil en casos de pacientes que no son capaces de leer el alfabeto latino (por ejemplo, niños que aun no saben los nombres de las letras). Así mismo se usa en países como China, donde la lengua materna de la población no se representa mediante alfabeto.
Comúnmente por señalamiento mediante apuntador o puntero láser, se pide al paciente que identifique hacia dónde apuntan los brazos de la E: hacia "arriba, abajo, izquierda o derecha". Dependiendo de la distancia desde la cual la persona pueda "leer", se valora su agudeza visual. Funciona según el mismo principio de la carta de distancia de visión de Snellen.